# Wendie Jo Sperber
Wendie Jo Sperber (Hollywood, Californië, 15 september 1958 - Sherman Oaks, Californië, 29 november 2005) was een Amerikaans actrice.
Sperber had een kleine rol in Grease, maar brak door als Rosie Petrofsky in I Wanna Hold Your Hand. Deze film, over een aantal kinderen uit New Jersey, gaat over beatlemania en hun optreden in The Ed Sullivan Show in 1964.
Tussen 1980 en 1982 was ze te zien in de comedyserie Bosom Buddies. Dit was tevens de serie waar Tom Hanks groot mee werd. Later speelde ze nog naast Tom Hanks in Bachelor Party. Ze was ook te zien als Linda McFly in het eerste en derde deel van de Back to the Future-reeks.
Gedurende de jaren 90 speelde ze voornamelijk gastrollen, onder meer in Married...with Children, Murphy Brown, Will & Grace en Home Improvement. Kort voor haar dood speelde ze enkele malen in 8 Simple Rules...for Dating My Teenage Daughter en sprak ze een stem in voor een aflevering van American Dad!.
Tussen 12 maart 1983 en 1994 was ze getrouwd met Richard Velasquez. In 1986 werd zoon Preston geboren, in 1990 volgde dochter Pearl.
In 1997 werd er borstkanker bij haar geconstateerd. Ze overwon de ziekte, maar deze keerde in 2002 terug. Dit keer was de kanker uitgezaaid. Ze overleed hier uiteindelijk aan op 47-jarige leeftijd.

## Filmografie
- I Wanna Hold Your Hand (1978) - Rosie Petrofsky
- Corvette Summer (1978) - Kuchinsky
- Grease (1978) - Danseres (Niet op aftiteling)
- ABC Afterschool Specials Televisieserie - Susan 'Dinky' Hocker (Afl., Dinky Hocker, 1979)
- 1941 (1979) - Maxine Dexheimer
- The Stockard Channing Show Televisieserie - Wendy Simon (Afl., Life Begins at 30, 1980|Episode 27 april 1980)
- Used Cars (1980) - Nervous Nona
- Knots Landing Televisieserie - Ellie (Afl., Step One, 1981)
- Bosom Buddies Televisieserie - Amy Cassidy (38 afl., 1980-1982)
- Private Benjamin Televisieserie - Soldaat Stacy Kouchalakas (Afl. onbekend, 1982-1983)
- The First Time (1983) - Eileen
- Bachelor Party (1984) - Dr. Tina Gassko
- Moving Violations (1985) - Joan Pudillo
- Brothers Televisieserie - Connie (Afl., Life's Too Short to Be Delicate, 1985)
- Back to the Future (1985) - Linda McFly
- Stewardess School (1986) - Jolean Winters
- Delta Fever (1987) - Claire
- Marblehead Manor Televisieserie - Rol onbekend (Afl., Madame Butterfat, 1987)
- Women in Prison Televisieserie - Pam (Afl. onbekend, 1987-1988)
- Designing Women Televisieserie - Estelle (Afl., The Women of Atlanta, 1989)
- The Image (Televisiefilm, 1990) - Anita Cox
- Who's the Boss? Televisieserie - Lori (Afl., Micelli's Marauders, 1990)
- Back to the Future Part III (1990) - Linda McFly
- Partners in Life (Televisiefilm, 1990) - Irene
- Babes Televisieserie - Charlene Gilbert (Afl., Most Likely to Succeed, 1991)
- Married... with Children Televisieserie - Sandy Jorgenson (Afl., I Who Have Nothing, 1991)
- Parker Lewis Can't Lose Televisieserie - Carole (Afl., Love Is Hell, 1992)
- Parker Lewis Can't Lose Televisieserie - Rol onbekend (Afl., Hungry Heart, 1992)
- Hearts Afire Televisieserie - Mavis Davis (Afl., Bees Can Sting You, Watch Out: Part 1 & 2, 1992|The Big Date, 1992|Three Men and a Bed, 1992)
- Dinosaurs Televisieserie - Wendy Richfield (Afl., Hungry for Love, 1992, stem)
- Mr. Write (1994) - Roz
- Fortune Hunter Televisieserie - Nadine (Afl., Triple Cross, 1994)
- Love Affair (1994) - Helen
- Mr. Payback: An Interactive Movie (1995) - Vrouw met kitten
- The Return of Hunter (Televisiefilm, 1995) - Lucille
- Kirk Televisieserie - Verkoopster (Afl., S'Wonderbra, 1995)
- Big Packages (1996) - Rol onbekend
- You Wish Televisieserie - Margo (Afl., A Real Don Juan, 1997)
- Murphy Brown Televisieserie - Ann (Afl., Turpis Capillus Annus (Bad Hair Day), 1998)
- Desperate But Not Serious (1999) - Huurbazin
- Will & Grace Televisieserie - April (Afl., My Fair Maid-y, 1999)
- Unhappily Ever After Televisieserie - Ms. Snaylopps (Afl., The Artist and the Con Artist, 1999)
- Home Improvement Televisieserie - Sue (Afl., The Long and Winding Road: Part 1, 1999)
- Pissed (2000) - Wendy
- Bette Televisieserie - Penny (Afl., A Method to Her Madness, 2000)
- Sorority Boys (2002) - Professor Bendler
- 8 Simple Rules...for Dating My Teenage Daughter Televisieserie - Rachel (Afl., Career Woman, 2003)
- JAG Televisieserie - Huurbazin (Afl., Standards of Conduct, 2003)
- Touched by an Angel Televisieserie - Tricia (Afl., And a Nightingale Sang, 2003)
- 8 Simple Rules...for Dating My Teenage Daughter Televisieserie - Louise (Afl., Premiere, 2003|Merry Christmas: The Story of Anne Frank and Skeevy, 2003)
- My Dinner with Jimi (2003) - Louella
- 8 Simple Rules...for Dating My Teenage Daughter Televisieserie - Mrs. Wells (Afl., The Teachers Lounge, 2005, niet op aftiteling)
- American Dad! Televisieserie - Oude dame/Wendie Jo (Afl., Roger n' Me, 2006, stem)